# Puerto de Ostende
El Puerto de Ostende (en neerlandés: Haven van Oostende) está situado en Ostende, Flandes Occidental, Bélgica. El puerto es conocido principalmente como un puerto de ferry. El transporte por carretera, y recientemente también el transporte de pasajeros entre Ostende y Ramsgate es proporcionado por Transeuropa Ferries. El puerto también cuenta con los servicios de transporte de mercancías entre Ostende y tanto Ipswich como Killingholme. 
Como parte de la antigua ciudad de Ostende el puerto fue fundado en 1584, cuando se pasó las dunas de arena a crear los inicios de la cuenca moderna.  
Veinte años más tarde Ostende había pasado de ser un pueblo de pescadores en un puerto holandés fortificado, rodeado de agua y de importancia. 
Tras el asedio de Ostende (1601-1604) el puerto no fue reconstruido. 
Se convirtió en un refugio para los corsarios hasta el siglo XVIII. Carlos VI concedió brevemente una licencia para comerciar con el Extremo Oriente como la Compañía de Ostende. Esto enriqueció el puerto y lo levantó de nuevo. Durante la Revolución estadounidense Ostende se convirtió en un puerto libre.